# ダイエー神戸三宮店
ダイエー神戸三宮店（ダイエーこうべさんのみやてん）は、兵庫県神戸市中央区雲井通にある株式会社ダイエーが運営する大型商業施設（ショッピングセンター）である。店番号は0622。ネットスーパー取扱店舗。
ダイエーの直営部分は地下2階から1階のみであり、2階より上のフロアはイオンモール子会社であり、かつてダイエー傘下であったオーパが運営する三宮オーパ2（さんのみやオーパツー）として営業している。
本項では、前身の各店舗についても記述する。

## 概要

### プランタン時代
当時、百貨店事業を展開しようとしたダイエーが、フランスの百貨店・プランタンを誘致し、1981年3月に日本におけるプランタンの1号店としてプランタン三宮（プランタンさんのみや）をダイエー運営店として開業させたのが始まりである。開業当時のキャッチコピーは「素顔のパリに会える女性のためのデパートメントストア プランタン三宮」
プランタンが出店したのは、三宮駅前に建設された駅ビル「三宮ターミナルビル」で、地下2階・地上11階の建物に地下2階 - 3階をプランタン三宮が、4階 - 屋上までを、190の客室を設ける三宮ターミナルホテルが管理し営業していた。当時のプランタンは、店舗面積が限られており、若い婦人層に絞った店作りを行った。
開業から1985年8月までは、プランタンとの合弁会社オ・プランタンジャポンが運営していたが、ダイエーの経営が圧迫されてしまい、なんばと共に同年9月からダイエー直営化とした。
1987年3月には、三宮駅前の雲井地区の再開発計画「サンシティ計画」の一環として、プランタンを核テナントとした商業施設が建設されることが発表され、1987年1月に三宮駅前の再開発組合が三条申請を神戸商工会議所に行い、5月の結審の結果認可された為、直ぐにでも着工する予定であったが、建設予定地での試掘において弥生時代中期と思われる壷が完全な状態で出土した為、埋蔵文化財調査を行う事となり、1年遅れで着工、1990年4月27日に、後にダイエー三宮駅前店となるプランタン神戸パート2（プランタンこうべパートツー）がオープンした。総事業費は112億8000万円。既に存在しているプランタン三宮は、競合を避ける為、対象となる顧客を変えて改装工事を行った上で名称をプランタン神戸パート1（プランタンこうべパートワン）とした。本館は、そごう・大丸に次ぐ大きさで、初年度の売上げ目標は両店合わせて240億円。
1992年には、店舗運営・営業・販売を行ってきた子会社のプランタン神戸を店舗運営及び管理するのみの会社とし、営業部については1991年9月に設立したダイエー全額出資の子会社プランタンデパート関西に移行した。

### 阪神・淡路大震災
1995年1月17日 5:46:52に、マグニチュード7.3の兵庫県南部地震（阪神・淡路大震災）が発生。三宮の主力店舗であったそごう神戸店や三宮阪急が大幅な打撃を受けた。
ダイエーでも倒壊する店舗が出る中、三宮の店舗で唯一、プランタン神戸は二館ともに被害が最も少なかった。地震直後、非常に被害を受けたハーバーランドシティから会員制スーパーのKou'Sホールセールメンバーシップクラブの仮設店舗をプランタン神戸に一時的に開業させている。これはダイエーCEOの中内㓛（以降：中内）が「会費を貰っているのだからKou'Sの再開を急がせるべき」と考えたもので、中内の息子の中内潤の指示のもと、社員が夜通しで商品を運び込み、僅か一晩でプランタンからKou'Sに装いを変えて翌日の開店にこぎ着けた。この時、ダイエーは緊急措置としてKou'Sを3000円の会員証を持っていない人にも開放したうえで、会員入会を呼び掛けた。この仮店舗出店と同時にダイエーの災害対策本部もハーバーランドシティからプランタン神戸内に移動している。
なお、大規模小売店を移転するには通商産業省（現：経済産業省）への届出や地元との調整が必要であるが、ダイエーは敢えて無視し強行移転した。中内潤は当時のことを「役所には復旧が一段落ついてから怒られに行こうと考えた」と語っている。

### ダイエー時代
被災により営業出来なくなった周辺のダイエー店舗を統一すべく、同じく被災で閉店した旧プランタン神戸本館をダイエーに改装することになった。その改装期間中の仮店舗として同年1月 - 5月14日にダイエー三宮南店（ダイエーさんのみやみなみてん）を神戸市中央区の見本市会場神戸サンボーホールに開店、仮店舗ではあったものの、当初より370坪増床し750坪にしたり食料品、日用雑貨、住居用品に加え、文具、家電、インテリア、紳士・婦人・子供の各衣類を取り揃える等、ニーズを重視し、営業を行った。
その後、改装が終わった同年4月にダイエー三宮駅前店（ダイエーさんのみやまええきてん）が開店した。なお、「プランタン神戸ヤング館」（プランタンこうべヤングかん）は同年10月にOPAに転換され「三宮オーパ」（さんのみやオーパ）として再出発した。このプランタンからダイエーへの業態転換について中内は新聞のインタビューにて「震災でニーズも変わった。安い生活必需品が求められ、夜も活動する店舗が求められている。百貨店はいらない。要請に合わせて変化するのが流通業の仕事だ」と述べている。
更に、震災により倒壊した三宮の店舗の跡地利用については「神戸に育てられたうち（ダイエー）として、土地を売ってハイ、サヨナラとはいかない」とも述べており神戸・三宮がダイエーにとって重要な場所である事がうかがえる。

### 現在

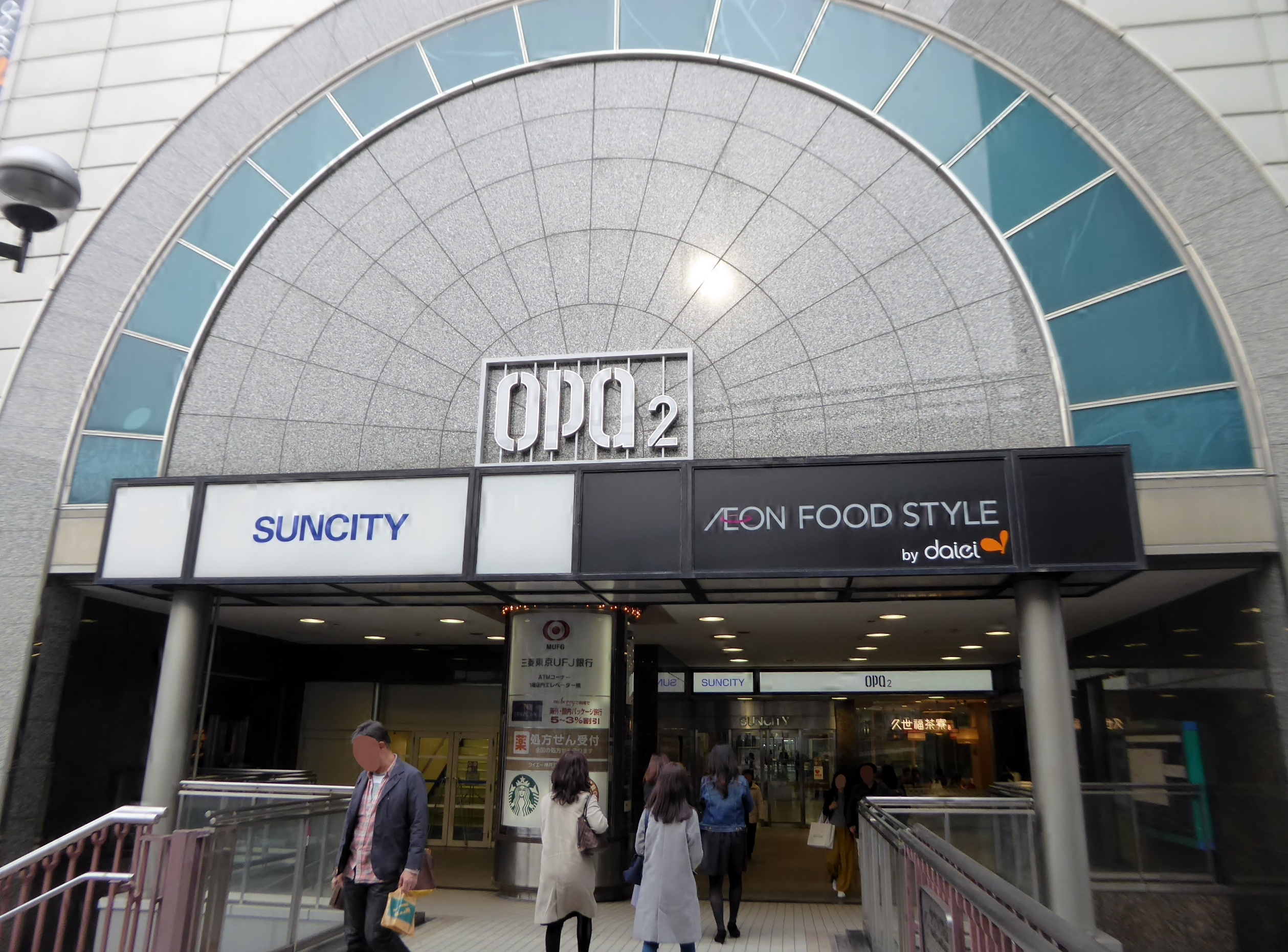
「AEON FOOD STYLE by daiei」「SUN CITY」の文字が入った入口看板と「Opa2」のロゴ

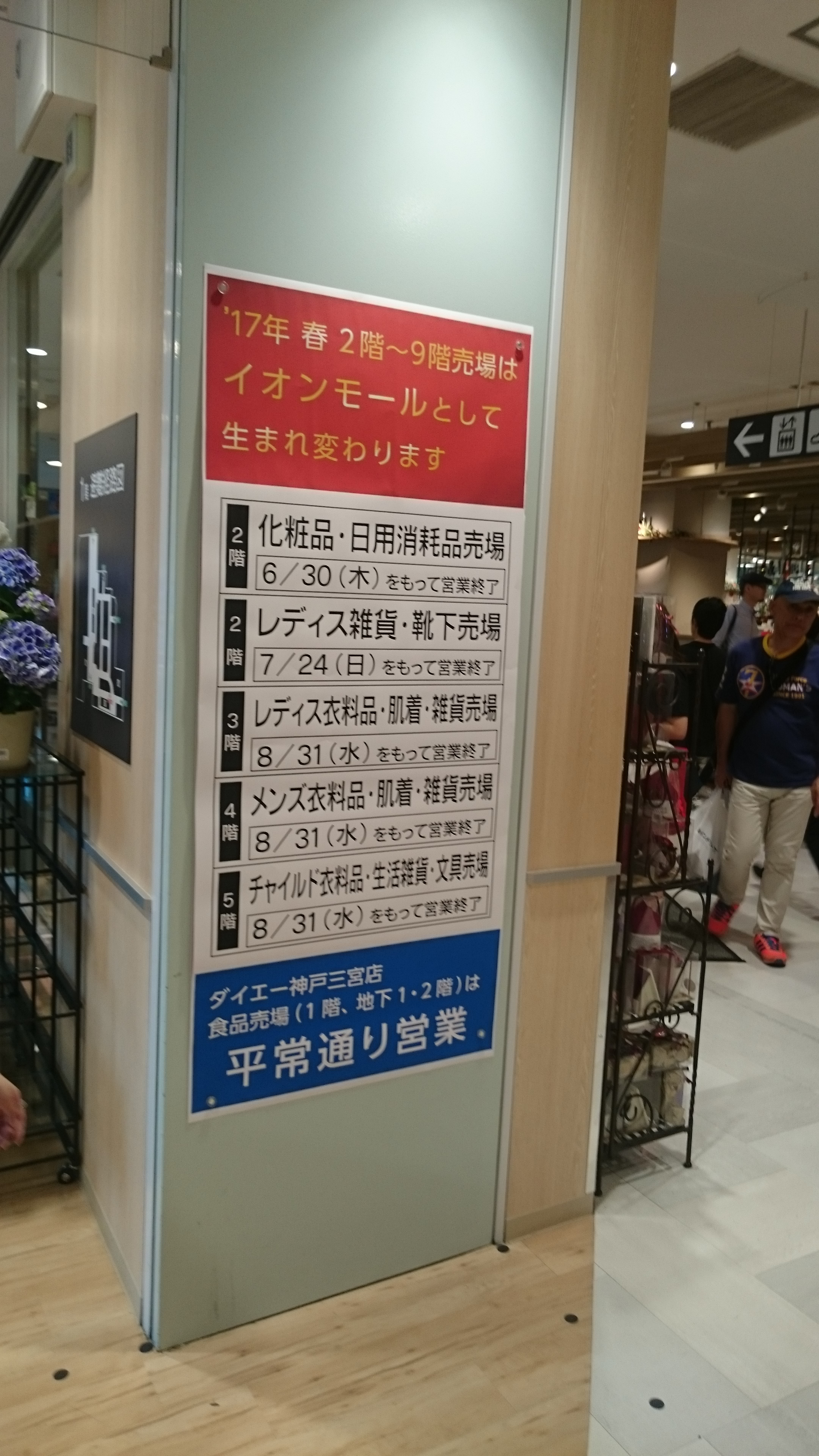
ダイエー神戸三宮店に掲げられた、改装に伴う営業終了日を知らせる掲示物。2016年6月5日撮影

2015年6月、同年8月27日に「フードスタイルストア」の京阪神地域1号店として改装した上で開業することを発表、それに際し同月17日 - 26日に改装工事を行なった。
また、改装に従いダイエー神戸三宮店に名称変更している。この変更は阪急・阪神三宮駅が神戸三宮駅に改称される事に加え、ダイエーが1958年に神戸・三宮の地でチェーン展開を開始して約半世紀が経つ事から、これまで以上にダイエーと創業の街である神戸との繋がりを大事にして行きたいという思いによるものである。
食料品フロアの改装完了後、上部階層のイオンモールへの賃借が2016年4月6日にイオンモールによって発表されたが、同年11月18日にはイオンモール子会社であり、2016年2月まではダイエー傘下であったオーパに運営が委託され、「三宮オーパ2（さんのみやオーパツー）」として2017年春に開業することが発表された。これに伴い、2016年8月末日をもってダイエー直営部分の2階 - 5階の営業が終了。
そして、2017年2月24日に、2階から9階部分を「三宮オーパ2」としてオープンするとともに、直営売場となった地下2階から地上1階部分も一部改装を行い、完全オープンとなった。この完全オープンを機に看板類が一新され、袖看板などは「AEON FOOD STYLE」から「AEON FOOD STYLE by daiei」の新表記看板に、屋上看板は白基調から黒基調に変え、正面に「三宮オーパ2」から初めて導入された新「Opa」ロゴを、側面にはスペースの関係上4行に区切られた「AEON FOOD STYLE by daiei」ロゴがそれぞれ配された。

## フロア構成

### 三宮オーパ2開業後
| 階  | ダイエー神戸三宮店 | ダイエー神戸三宮店                | サンシティ |
| --- | ------------------ | --------------------------------- | ---------- |
| RF  | 閉鎖               | 閉鎖                              | なし       |
| 9F  | 三宮オーパ2        | レストラン                        | なし       |
| 8F  | 三宮オーパ2        | レストラン&サービス               | なし       |
| 7F  | 三宮オーパ2        | 書籍（ジュンク堂書店）            | なし       |
| 6F  | 三宮オーパ2        | バラエティ（DAISO/THREEPPY）      | なし       |
| 5F  | 三宮オーパ2        | アミューズメント&ファッション     | なし       |
| 4F  | 三宮オーパ2        | ベーシック&カジュアル             | なし       |
| 3F  | 三宮オーパ2        | ビューティケア&リラクシング       | なし       |
| 2F  | 三宮オーパ2        | ファッション&ライフスタイルグッズ | 専門店     |
| 1F  | 直営フロア         | フードスタイルフロア              | 専門店     |
| B1F | 直営フロア         | カフェ&デリカテッセンフロア       | 専門店     |
| B2F | 直営フロア         | フレッシュフーズフロア            | なし       |

### 改装工事着手前
| 階  | ダイエー神戸三宮店                   | サンシティ |
| --- | ------------------------------------ | ---------- |
| RF  | フットサルコート                     | なし       |
| 9F  | レストラン街                         | なし       |
| 8F  | コミック・めがね・占いのフロア       | なし       |
| 7F  | 書籍のフロア(ジュンク堂書店)         | なし       |
| 6F  | 催事のフロア(ICI石井スポーツ)        | なし       |
| 5F  | チャイルドと生活用品・文具のフロア   | なし       |
| 4F  | メンズファッションのフロア           | なし       |
| 3F  | レディスファッションのフロア         | なし       |
| 2F  | レディスファッションと化粧品のフロア | 専門店     |
| 1F  | フードスタイルフロア                 | 専門店     |
| B1F | カフェ&デリカテッセンフロア          | 専門店     |
| B2F | フレッシュフーズフロア               | なし       |

### プランタン三宮開業当初
4階以上は前述の通り三宮ターミナルホテルの施設である。
| 階      | フロア概要                |
| ------- | ------------------------- |
| 屋上    | ルーフガーデン            |
| 11階    | スカイレストラン          |
| 10階    | 客室                      |
| 9階     | 客室                      |
| 8階     | 客室                      |
| 7階     | 客室                      |
| 6階     | 客室                      |
| 5階     | 不明                      |
| 4階     | シャンテ・クレール        |
| 3階     | CHARMANT（シャルマン街）  |
| 2階     | JEUNESSE（ジュネス街）    |
| 1階     | SOLEIL（ソレイユ街）      |
| 地下1階 | VARIE（バリエ街）         |
| 地下2階 | DELICA TESSEN（デリカ街） |

## 主なテナント
- ダイエー(スーパー)
- スターバックスコーヒー(コーヒー)
- サンマルクカフェ(コーヒー)
- 三菱UFJ銀行[注釈 10]
- ディッパーダン(クレープ)
- 築地銀だこ(たこ焼き)
- キャンドゥ(100円ショップ)
- エルセーヌ(エステティック)
- イオン銀行[注釈 11]
- 三井住友銀行[注釈 12]
- アスビー(シューズ)
- メガネのアイガン(メガネ・サングラス)
- ダイソー(バラエティショップ)
- ジュンク堂書店(書店)[注釈 13]
- サイゼリヤ(イタリアレストラン)
- PALETTE PLAZA(写真)[注釈 14]
- 日本理容(理髪店)
- しゃぶ扇(しゃぶしゃぶ)

## 過去に入居していたテナント
- プランタン(デパート)
- ウェンディーズ(ハンバーガー)　※ゼンショーとの契約打ち切りで2009年12月31日で閉店
- ベスト電器(家電) ダイエー三宮駅前店　※2012年4月30日で閉店
- 宝くじチャンスセンター[注釈 15]
- 55ステーション(写真)
- らんらんらんど(ゲームセンター)[注釈 16]
- ポポンデッタ（鉄道模型店)[注釈 17]
- ポムの樹(オムライス)
- 太陽楼(中華バイキング)
- OMCカウンター[注釈 18]
- ICI石井スポーツ(スポーツ用品店)

## 沿革

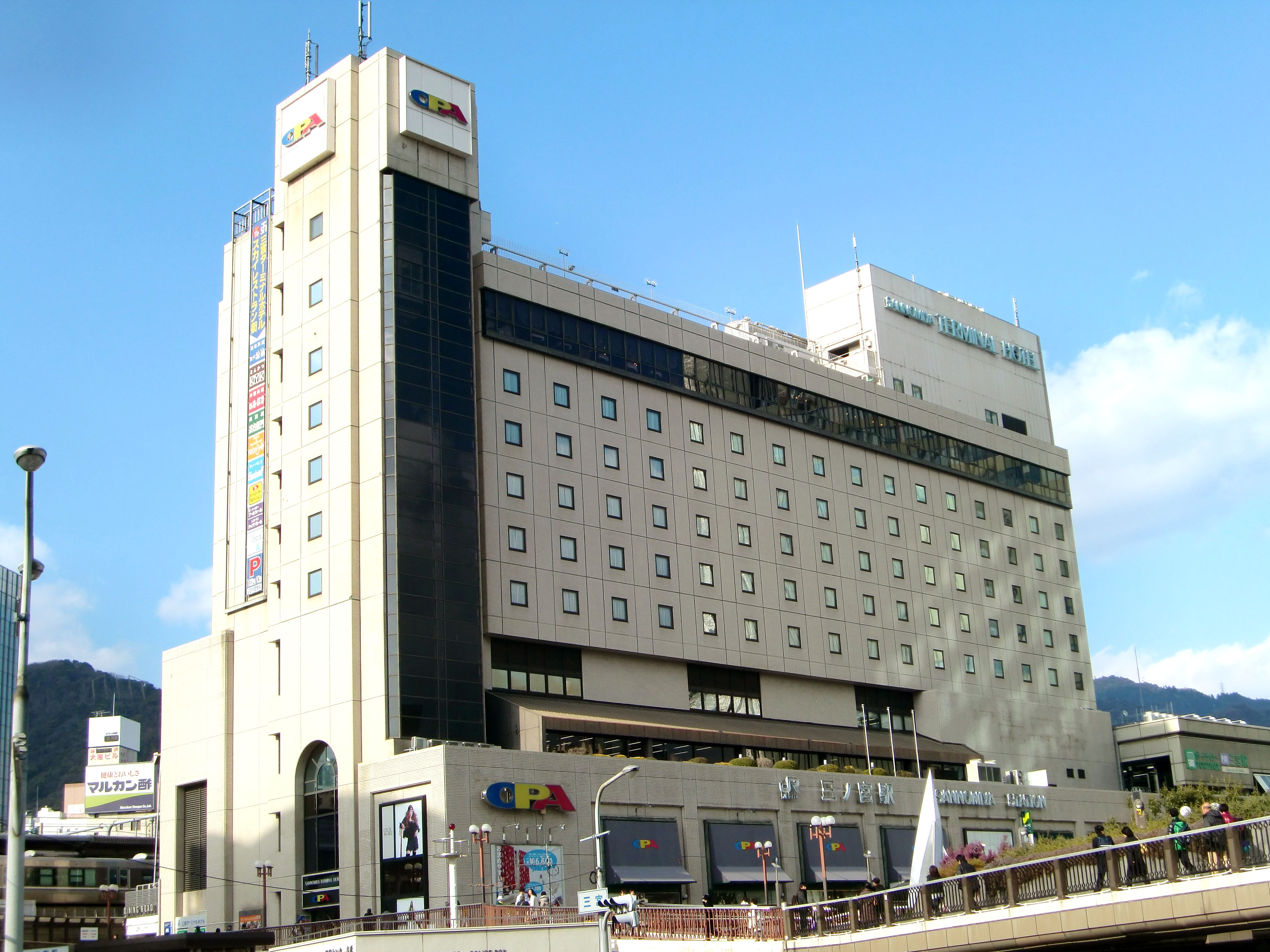
三宮オーパ(旧:プランタン三宮→プランタン神戸 ヤング館)

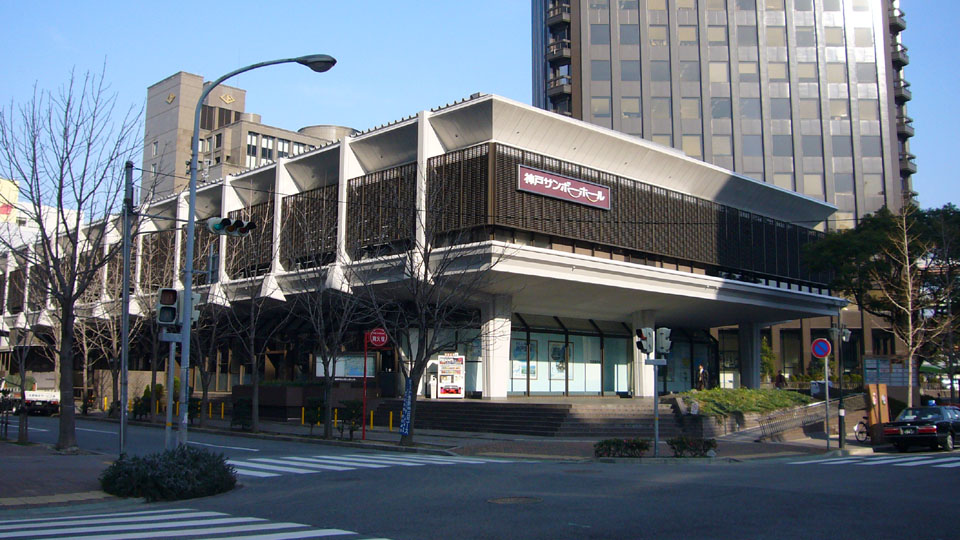
神戸サンボーホール
仮設店舗のダイエー三宮南店が置かれていた。

- 1981年（昭和56年）3月6日 - プランタン三宮オープン。日本でのプランタン1号店。
- 1985年（昭和60年）9月1日 - 経営悪化の措置としてダイエー直営化となる。
- 1987年（昭和62年）3月 - 三宮駅前再開発組合が主体となりプランタンを核とした商業施設の建設が発表される。
- 1989年（平成元年）5月6日 - プランタンを核とした商業施設の着工[6]。
- 1990年（平成2年）4月27日 - プランタン神戸パート2オープン。プランタン三宮はプランタン神戸パート1に名称変更[7]。
- 1995年（平成7年）
  - 1月17日 - 阪神・淡路大震災発生によりプランタン神戸全館閉店。
  - 1月17日以降 - 仮設店舗のダイエー三宮南店オープン。
  - 4月22日 - 旧「プランタン神戸本館」を改装したダイエー三宮駅前店オープン
  - 5月14日 - 「ダイエー三宮南店」閉店。
- 2001年（平成13年）3月 - 改装工事を施し、リニューアルオープン。
- 2015年（平成27年）8月27日 - 再度改装工事を施し、リニューアルオープンした上で店舗名をダイエー神戸三宮店に変更。
- 2016年（平成28年）9月1日 - 2-5階のダイエー直営部分を閉鎖。
- 2017年（平成29年）2月24日 - 2-9階を株式会社OPAが運営する三宮オーパ2としてオープン、地下2階-地上1階の直営フロアも一部リニューアルし、完全オープンする。
- 2018年（平成30年）6月28日 - ダイエー神戸三宮店をリニューアルオープン。1階のイートイン座席数が増設され、ダイエーとしては初となる「Wine Bar（ワインバル）」が導入される[22]。